# 1,3-Cyclopentandion
1,3-Cyclopentandion ist eine chemische Verbindung aus der Gruppe der Ketone und neben 1,2-Cyclopentandion eines der beiden möglichen Cyclopentandione. Nach DFT-Rechnungen ist die Enolform um 1–3 kcal/mol günstiger als die Diketo-Form. Die Enol-Form wurde durch Röntgenstrukturanalyse bestätigt.

## Vorkommen
Es wird behauptet, dass 1,3-Cyclopentandion beim Abbau von Chlortetracyclin (Aureomycin) entstehen kann. Der Mechanismus hierzu ist jedoch nicht bekannt.

## Synthese
Synthetisch gewonnen wurde 1,3-Cyclopentandion zuerst 1952 von Boothe et al., welcher hierzu 1-Methyl-6-ethyl-3-oxohexandioat in Ethylenglykol unter Zusatz von para-Toluolsulfonsäure und Benzol löste und diese Mischung vier Stunden in einer Apparatur mit Wasserabscheider zum Rückfluss erhitzte. Das Zwischenprodukt arbeitete er basisch auf und erhitzte es erneut für 45 min. Nach saurer Aufarbeitung erhitzte er die nun wässrige Lösung noch 1,5 h und engte im Vakuum ein. Aus dem öligen Rückstand gewann er durch destillative Aufreinigung das 1,3-Cyclopentandion in sehr schlechter Ausbeute (7,5 %). Daraus, dass sich der Schmelzpunkt der Substanz nach Mischen mit dem Chlortetracyclin-Abbauprodukt nicht verändert, schloss er darauf, dass es sich bei dem Abbauprodukt ebenfalls um 1,3-Cyclopentandion handeln müsse.
Eine Synthese von DePuy aus 1959 ist die Reduktion von 4-Cyclopenten-1,3-dion mit Zink in Essigsäure.

## Eigenschaften
Durch die β-Stellung der Carbonylgruppen ist 1,3-Cyclopentandion C–H-acide. Die Acidität ist mit einem pKa von 4,5 ähnlich der von Essigsäure und höher als die des 4-Cyclopenten-1,3-dions.